# 73-я воздушная армия (СССР)
73-я возду́шная а́рмия — оперативное объединение Фронтовой авиации, предназначенное для решения боевых задач (ведения боевых действий) во взаимодействии (в совместных операциях) с другими видами Вооружённых Сил СССР, а также проведения самостоятельных воздушных операций.

## Формирование
6-я воздушная армия (первого формирования), существовавшая в годы Великой Отечественной войны, в 1944 году была направлена на формирование Войска Польского. Второе формирование 6-й воздушной армии было начато в 1946 году на базе ВВС Туркестанского военного округа. После её формирования, согласно директиве Генерального штаба, 20 февраля 1949 года армия была переименована в 73-ю воздушную армию.

## История наименований
- 6-я воздушная армия[2];
- 73-я воздушная армия (с 20 февраля 1949 года)[2][3][4][5];
- ВВС Среднеазиатского военного округа (с мая 1980 года)[2][5]
- 73-я воздушная армия (с мая 1988 года)[3][5];
- Войсковая часть 23269[2];
- Войсковая часть 61800 (с июня 1989 года)[2].

## Подчинение
| Объединение                   | Период                            |
| ----------------------------- | --------------------------------- |
| Туркестанский военный округ   | 1946 год — июнь 1969 года         |
| Среднеазиатский военный округ | июнь 1969 года — июнь 1989 года   |
| Туркестанский военный округ   | июнь 1989 года — январь 1992 года |

## Боевой состав на 1946 год
- 333-я штурмовая авиационная дивизия:
  - 381-й штурмовой авиационный полк;
  - 905-й штурмовой авиационный полк;
  - 944-й штурмовой авиационный полк;
  - 954-й штурмовой авиационный полк;
- 238-я истребительная авиационная дивизия:
  - 167-й истребительный авиационный полк (Горган, Иран);
  - 364-й истребительный авиационный полк (Ашхабад, Ашхабадская область, Туркменская ССР);
  - 379-й истребительный авиационный полк (Казанджик, Ашхабадская область, Туркменская ССР);
  - 380-й истребительный авиационный полк (Красноводск, Ашхабадская область, Туркменская ССР);
- 15-я разведывательная авиационная эскадрилья.

## Боевой состав на 1990 год
- 24-я авиационная дивизия истребителей-бомбардировщиков[4];
  - 129-й авиационный полк истребителей-бомбардировщиков (Талды-Курган);
  - 134-й авиационный полк истребителей-бомбардировщиков (Жангизтобе);
- 34-я авиационная дивизия истребителей-бомбардировщиков (Чирчик)[4];
  - 136-й авиационный полк истребителей-бомбардировщиков (Чирчик);
  - 156-й авиационный полк истребителей-бомбардировщиков (Мары-2);
  - 217-й авиационный полк истребителей-бомбардировщиков (Кызыл-Арват);
- 115-й гвардейский истребительный авиационный Оршанский орденов Кутузова и Александра Невского полк (Кокайды)[4];
- 149-й гвардейский бомбардировочный авиационный Краснознамённый полк (Николаевка)[4];
- 735-й бомбардировочный авиационный полк (Ханабад)[4];
- 905-й истребительный авиационный полк (Талды-Курган)[4];
- 39-й отдельный разведывательный авиационный Никопольский ордена Александра Невского полк (Балхаш)[4];
- 87-й отдельный разведывательный авиационный полк (Карши)[4];
- 10-й отдельный полк связи (Ташкент, 58-й военный городок).

## Командующие
В различные годы должности командующего армией занимали:
- Генерал-лейтенант авиации Изотов Владимир Иванович, период нахождения в должности: с 1946 по сентябрь 1947 года;
- Генерал-лейтенант авиации Косых Михаил Макарович, период нахождения в должности: с сентября 1947 года по сентябрь 1950 года;
- Генерал-лейтенант авиации Забалуев Вячеслав Михайлович, период нахождения в должности: с сентября 1950 года по февраль 1952 года;
- Генерал-лейтенант авиации Виноградов Василий Александрович, период нахождения в должности: с февраля 1952 года по январь 1957 года;
- Генерал-полковник авиации Каманин Николай Петрович, период нахождения в должности: с января 1957 года по апрель 1958 года;
- Генерал-лейтенант авиации Платоненков Георгий Кузьмич, период нахождения в должности: с апреля 1958 года по апрель 1964 года;
- Генерал-лейтенант авиации Рыбалка Виталий Викторович, период нахождения в должности: с апреля 1964 года по июнь 1970 года;
- Генерал-лейтенант авиации Андреев Александр Петрович, период нахождения в должности: с июня 1970 года по август 1973 года;
- Генерал-лейтенант авиации Андреев Вадим Константинович, период нахождения в должности: с августа 1973 года по июль 1976 года;
- Генерал-полковник авиации Белоножко Пётр Иванович, период нахождения в должности: с июля 1976 года по февраль 1983 года;
- Генерал-лейтенант авиации Русанов Евгений Александрович, период нахождения в должности: с февраля 1983 года по апрель 1988 года;
- Генерал-лейтенант авиации Шканакин Владимир Геннадьевич, период нахождения в должности: с апреля 1988 года по июль 1991 года;
- Генерал-лейтенант авиации Тимченко Владимир Павлович, период нахождения в должности: с июля 1991 года по январь 1993 года.

## Базирование
Штаб армии располагался в Алма-Ате. Летом 1991 года штаб был перебазирован в Ташкент.

## Участие в боевых действиях
Соединения и части армии принимали участие в боевых действиях в Афганистане в 1979—1989 годах.